# Márcio Rossini
Márcio Rossini, właśc.  Márcio Antonio Rossini (ur. 20 września 1960 w Marílii) – piłkarz brazylijski, występujący podczas kariery na pozycji środkowego obrońcy.

## Kariera klubowa
Karierę piłkarską Márcio Rossini rozpoczął w klubie Marílii AC w 1978. W latach 1979–1985 był zawodnikiem Santosu FC. Z Santosem zdobył mistrzostwo stanu São Paulo – Campeonato Paulista w 1984. W lidze brazylijskiej zadebiutował 23 marca 1980 w wygranym 4-1 meczu z Náutico Recife. W latach 1986–1989 występował w Bangu AC. W latach 1989–1990 miał krótkie epizody we CR Flamengo, Santosie FC i SC Internacional.
W Internacionalu 14 października 1990 w przegranym 0-3 meczu z CR Vasco da Gama Márcio Rossini po raz ostatni wystąpił w lidze. Ogółem w latach 1980–1990 wystąpił w lidze w 106 meczach i strzelił 4 bramki. W następnych latach występował w m.in. Noroeste Bauru, Portuguesie Santista Santos czy Tuna Luso Belém. Karierę zakończył w macierzystej Marílii w 1995.

## Kariera reprezentacyjna
W reprezentacją Brazylii Márcio Rossini debiutował 28 kwietnia 1983 w wygranym 3-2 towarzyskim meczu z reprezentacją Chile. W tym samym roku uczestniczył w turnieju Copa América 1983, na którym Brazylia zajęła drugie miejsce.
Na turnieju wystąpił w siedmiu meczach Ekwadorem (dwa razy), Argentyną oraz po dwa razy z Paragwajem w półfinale i Urugwajem w finale. Drugi mecz z Urugwajem rozegrany 4 listopada 1983 był ostatnim meczem Márcio Rossiniego w reprezentacji. Ogółem w reprezentacji wystąpił w 13 meczach i strzelił 1 bramkę.